# Tenka Solar
Tenka Solar Group è un'azienda cinese che si occupa della produzione e distribuzione di Pannelli Solari (PV) in tutto il mondo, con distributori e uffici commerciali in Europa, America e Asia, quattro centri di produzione e dodici sedi commerciali. Nell’anno 2021 ha prodotto 16 GW di energia, grazie alla realizzazione di oltre 30 milioni di moduli e all'impegno di più di 3500 collaboratori, per un fatturato complessivo che ha superato i 5 miliardi di euro.
Tenka Solar Group e il marchio Tenka Solar sono proprietà di JY Capital, società di investimento Cinese presente in tutto il mondo, con uffici in: Cina, Corea, Bangladesh, India, UAE, Balcani, Brasile, Italia, Germania, Spagna, Croazia e Irlanda.
Nel 2022, in India, per rispondere alla crescente domanda di energia elettrica e grazie alla partnership con RVS Group, Tenka Solar Group è entrato a far parte del grande progetto di 35.000 km² nel Deserto del Thar con l'obiettivo di installare impianti in grado di generare da 700 a 2.100 GW; i primi 400 MW disponibili già da febbraio 2022.

## Storia
Tenka Solar Group nasce nel 2011 a Shanghai, nel 2012 con l'acquisto del primo centro produttivo si è impegnata con importanti investimenti finalizzati al miglioramento tecnologico dei moduli per rendere i propri pannelli solari sempre più performanti e ecosostenibili. A seguito dell'acquisizione degli odierni stabilimenti produttivi e di un laboratorio di sviluppo dedicato, ha dato vita alla rinomata Tecnologia Orion e si posiziona come centro di ricerca all'avanguardia nella creazione di soluzioni alternative come, l'utilizzo di nano tecnologie in sostituzione al silicio.

## Impegno sociale
Tenka Solar Group è da sempre impegnata a favore dei progetti umanitari partecipando a diverse iniziative tra cui il progetto Save The Children - Educazione inclusiva in Zambia.  Il gruppo sostiene anche diverse iniziative di carattere sportivo ed è sponsor ufficiale del Potenza Calcio.

## Produzione
Gli impianti di produzione Tenka Solar Group in Asia producono celle solari, moduli solari fotovoltaici e sistemi di energia solare. La maggior parte degli impianti di produzione di Tenka Solar Group si trova nella provincia cinese di Zhejiang con una superficie di 35.000 metri quadrati e con una capacità produttiva di 8-10 GW.

### Stabilimenti produttivi
- Cina
- Corea del Sud
- Europa

### Accordi commerciali
Nel 2022 con un comunicato stampa Eems Italia Spa comunica il raggiungimento di un potenziale accordo commerciale con Tenka Solar per la fornitura di riguardante lo sviluppo, il finanziamento e la realizzazione di sistemi di produzione di energia da fonti rinnovabili, con particolare riferimento alla produzione di impianti fotovoltaici - sia su tetto che a terra - in Italia e all'estero (per la quale Eems Italia e Tenka hanno sottoscritto l'Accordo di carattere non binding) e uno studio di fattibilità per la progettazione e/o la realizzazione di sistemi innovativi di produzione di idrogeno verde, così come di impianti di produzione di pannelli fotovoltaici. 

## Prodotti
Tenka Solar Group offre moduli fotovoltaici sia Poli-Cristallini che Mono-Cristallini.
I prodotti di punta Tenka Solar Group sono basati sulla tecnologia Orion che garantisce una migliore efficienza e utilizzo delle materie prime consentendo un tasso di assorbimento della luce del 90% fino a 15 anni, e del 80% fino ai 30 anni.

## Progetti
Il maggiori mercati di riferimenti sono in: Europa,  America, Asia e India. Di seguito alcuni degli ultimi progetti realizzati:

### Europa
- ESPAÑA SEVILLA
- 35 MW - Veprek, Czech Republic

### America
- 4,5 GW - Nevada, USA
- 14 MW - North Carolina, USA
- 36 MW - Las Turcas, Pitio, Chile
- 28 MW - Jekins, Georgia, USA

### Asia
- 20 MW - Tsukuba, Japan
- 18 MW - Harappa, Pakistan
- 30 MW - Zhejiang Province, China
- 20 MW - GangSu Province,China

## Società del gruppo
Tenka Solar è presente in tutto in modo con le seguenti sedi:

### Europa
- Tenka Solar GmbH - Germany
- Tenka Solar Central Europe -  Germany
- Tenka Solar Italia - Italy
- Tenka Solar Ibérica S.L.
- Tenka Solar Croatia

### Asia
- Tenka Group Singapore
- Tenka Group Shanghai
- Tenka Group Hong Kong
- Tenka Solar Bangladesh
- Tenka Solar India
- Tenka India Solar Asian & Pacific
- Tenka Solar Dubai

### Sud America
- Tenka Solar Brasil